# Plectostaffella
Plectostaffella es un género de foraminífero bentónico normalmente considerado un subgénero de Eostaffella, es decir, Eostaffella (Plectostaffella), pero aceptado como sinónimo posterior de Pseudostaffella de la subfamilia Pseudostaffellinae, de la familia Ozawainellidae, de la superfamilia Fusulinoidea, del suborden Fusulinina y del orden Fusulinida. Su especie tipo era Plectostaffella jakhensis. Su rango cronoestratigráfico abarcaba desde el Serpujoviense (Carbonífero inferior) hasta el Moscoviense (Carbonífero superior).

## Discusión
Clasificaciones más recientes hubiesen incluido Plectostaffella en la subfamilia Eostaffellinae, de la familia Eostaffellidae, de la superfamilia Ozawainelloidea, y en la subclase Fusulinana de la clase Fusulinata. Clasificaciones más recientes incluyen Plectostaffella en la familia Pseudostaffellidae.

## Clasificación
Plectostaffella incluía a las siguientes especies:
- Plectostaffella berestovensis †, también considerado como Eostaffella (Plectostaffella) berestovensis †
- Plectostaffella bogdanovkensis †, también considerado como Eostaffella (Plectostaffella) bogdanovkensis †
  - Plectostaffella bogdanovkensis angulata †, también considerado como Eostaffella (Plectostaffella) bogdanovkensis angulata †
- Plectostaffella cuboides †, también considerado como Eostaffella (Plectostaffella) cuboides †
- Plectostaffella dualis †, también considerado como Eostaffella (Plectostaffella) dualis †
- Plectostaffella eovarvariensis †, también considerado como Eostaffella (Plectostaffella) eovarvariensis †
- Plectostaffella evolutica †, también considerado como Eostaffella (Plectostaffella) evolutica †
- Plectostaffella jahkensis †, también considerado como Eostaffella (Plectostaffella) jahkensis †
- Plectostaffella lukensis †, también considerado como Eostaffella (Plectostaffella) lukensis †
- Plectostaffella mira †, también considerado como Eostaffella (Plectostaffella) mira †
- Plectostaffella posokhovae †, también considerado como Eostaffella (Plectostaffella) posokhovae †
- Plectostaffella reitlingeri †, también considerado como Eostaffella (Plectostaffella) reitlingeri †
- Plectostaffella schwetzovi †, también considerado como Eostaffella (Plectostaffella) schwetzovi †
  - Plectostaffella schwetzovi asymmetrica †, también considerado como Eostaffella (Plectostaffella) schwetzovi asymmetrica †
- Plectostaffella seslavica †, también considerado como Eostaffella (Plectostaffella) seslavica †
  - Plectostaffella seslavica donbassica †, también considerado como Eostaffella (Plectostaffella) seslavica donbassica †
- Plectostaffella varvariensis †, también considerado como Eostaffella (Plectostaffella) varvariensis †
  - Plectostaffella varvariensis var. lata †, también considerado como Eostaffella (Plectostaffella) varvariensis var. lata †
  - Plectostaffella varvariensis var. pusilla †, también considerado como Eostaffella (Plectostaffella) varvariensis var. pusilla †
- Plectostaffella varvariensiformis †, también considerado como Eostaffella (Plectostaffella) varvariensiformis †
  - Plectostaffella varvariensiformis var. tenuissima †, también considerado como Eostaffella (Plectostaffella) varvariensiformis var. tenuissima †

Otra especie considerada en Plectostaffella es:
- Plectostaffella irregularia †, también considerado como Eostaffella (Plectostaffella) irregularia †, de posición genérica incierta